# Ankang
Ankang (cinese: 安康; pinyin: Ānkāng) è una città-prefettura della Cina nella provincia dello Shaanxi.